# Gheorghe Vidican
Gheorghe Vidican (n. 27 iulie 1953,  satul Petid,  comuna Cociuba-Mare, județul Bihor) este un poet român contemporan, membru al Uniunii Scriitorilor din România, filiala Timișoara.

## Biografie
A urmat Liceul Emanoil Gojdu din Oradea în perioada 1968-1972, apoi a urmat Facultatea de Inginerie Managerială și Tehnologică a Universității din Oradea și masterul în Managementul și Ingineria Afacerilor.
Este referent cultural la Asociația Nevăzătorilor Bihor-Sălaj și din 2007 este redactor șef adjunct  al revistei de cultură „Caietele Oradiei”.
A debutat în anul 1968  în culegerea de versuri a elevilor bihoreni „Mlădițe bihorene”, apărută sub îndrumarea poetului Alexandru Andrițoiu, debut consacrat prin apariția în Revista Familia în anul 1972. A publicat poezie și interviuri în majoritatea revistelor de cultură din țară.

## Opera
- Singurătatea candelabrului (ed. Cogito, Oradea, 1994).
- Utopia nisipului (Biblioteca revistei Familia, Oradea, 2003).
- Sărbători vulnerabile (Biblioteca revistei Familia, Oradea, 2003).
- Rigorile  cercului (editura Axa, Botoșani, 2004).
- Tratatul de  liniște (editura "Brumar”, Timișoara, 2006).
- Mansarda cu vitralii (editura “Brumar”, Timișoara, 2008).
- Genunchii Tamisei (editura “Brumar”, Timișoara, 2010).
- Ediție în Braille a volumului Tratatul de liniște (Bucuresti, 2010, Asociația Nevăzătorilor din România).
- Fluturi în tranșee (editura „Brumar”,Timișoara, 2011).[3]
- Aspru sângele meu (editura „Brumar”, Timișoara, 2012).
- Forma obeză a foșnetului (editura "TIPOMOLDOVA”, Iași, 2013).
- Maltratatul de liniște (editura “Brumar”, Timișoara, 2013).
- Dimineața din pumni (editura “Aureo”, Oradea, 2014).
- Ochi hăituiți de trădare (Editura Cartea Românească, București, 2015).
- 3D (CFR Edizioni, Italia, 2015) antologie de autor romano-italiană.
- Incendiul din oglindă (editura "Aureo", Oradea, 2015).
- Urma lui  Ulysses (editura "Junimea", Iași,  2016).[4]
- Pivnita din horn (editura "Charmides", Bistrita, 2017)
- Fisura privirii (editura "Scoala Ardeleana", Cluj Napoca, 2017)
- Un interior glisant (editura “TracusArte”, București, 2018)
- Trilogia poemelor de dragoste: Drumul îmblânzirii, Muguri de vid, Dezrobirea zăpezii  (editura „Aureo”, Oradea, 2018)
- Aspru sângele meu - ediție bilingvă româno – maghiară în traducerea poetului ungur Gyorgy Mandics (editura „Iradalami Jelen”, Arad, 2019)
- Înflorirea frigului  (editura „Junimea”, Iași, 2019)
- Capriciile tăcerii (editura „Brumar”,Timișoara, 2020)
- Sapat Nikitine Suze [Șoapta din lacrima lui Nichita], (editura “ Tibiscus", Uzdin) traducere  de către poetul român din Banatul sârbesc Vasile Barbu a volumului  Înflorirea frigului  (editura „Junimea”, Iasi, 2019)
- Ca o pasăre, umbra - antologie de versuri apărută în colecția “O sută și una de poezii”      (Editura  Academiei Romane, 2022)
- Ieșirea din intrarea in pesteră  (editura TipoMoldova, Iași, 2023)
- Debordements [Un interior glisant], (editura Tracus Arte, București, 2018) - traducerea în limba franceză aparține poetei Linda Maria Baros (editura La Traductiere, Paris, Franța, 2023)
- Vororte der Angst [Suburbiile fricii], (editura Limes, Cluj-Napoca, 2021) - traducere în limba germană aparține poetului Wallter Johrend (editura Windrose Verlag Frenkinichen, Austria, 2023)
- Fear outskirts [Suburbiile fricii]  (editura Limes, Cluj-Napoca, 2021) - traducerea în limba engleză aparține poetei Nicoleta Crăiete (editura Windrose Verlag Frenkinichen, Austria, 2023)
- A felelem kulvarosa [Suburbiile fricii], (editura Limes, Cluj-Napoca, 2021) - traducerea în limba maghiară aparține poetului Gyorgy Mandincs,membru al Academiei de Arte și Literatură din Budapesta (editura IJK-Irodalmi Jelen Konyvek, Arad, 2023)
- I sobborghi della paura [Suburbiile fricii], (editura Limes, Cluj-Napoca, 2021) - traducerea în italiană aparține poeților Roxana Lazăr,Tatiana Ciobanu,Valeriu Barbu (editura Allettante,  Roma, Italia, 2023)

## Antologii colective
- Vise într-o liniște sumeriană (traducere în limba franceză),
- Corabia cu poeți (traducere în limba maghiară),
- Balcanica VII, Balcanica VIII - antologii ale Festivalului Internațional al poeților din Balcani - Brăila 2013, 2014.

## Premii
- Premiul Festivalului Internațional de Poezie de la Sighetul Marmației, 2003 pentru volumul  Utopia nisipului.
- Premiul de excelență pentru literatură al Consiliului Local al municipiului Oradea  pentru volumul Tratatul de  liniște.
- Premiul „Balcanica” pentru poezie al Direcției pentru cultură Brăila, 2014 pentru volumul Aspru sângele meu.[5]
- Nominalizare la premiul Uniunii Scriitorilor din România pentru poezie 2014, pentru volumul  ”Dimineața din pumni”
- Premiul special  „Gheorghe Ardeleanu” al Festivalului Internațional de creație literară pentru nevăzători Pașii profetului, mai 2016 pentru volumul Ochi hăituiți de trădare.
- Premiul I la Festivalul Internațional de poezie „Don Luigi di Liegro” Roma, Italia, aprilie 2016.[6], pentru volumul 3D (antologie de autor româno-italiană, 2003-2013)[7]
- Locul IV la Festivalul Internațional de Poezie citadella Poesia 2016, Roma, Italia, decembrie 2016, secțiunea A, traducere din literatura europeană în limba italiană, traducătoare Tatiana Ciobanu, Elena Todiraș, Annamaria Ferramosca, Gabiela Molcsan.[6]
- Diploma de excelență acordată de Ministerul Culturii, Cultelor și Patrimoniului Național pentru creații literare remarcabile,  februarie 2010.
- Diplomă de excelență acordată în 2013 cu prilejul împlinirii vârstrei de 60 de ani de Consiliul Local al municipiului Oradea.[8]
- Diploma de excelență pentru poezie la Zilele revistei Convorbiri literare – ediția 2014].[9]
- Diploma de excelență pentru promovarea literaturii române în Italia la Zilele revistei  Convorbiri literare -150-ediția 2017
- ·Premiul Festivalului Internațional de Poezie Sighetu Marmației, 2019 pentru volumul Un interior glisant.
- ·Premiul Festivalului Internațional de Poezie „George Coșbuc” de la Bistrița, 2020 pentru volumul Înflorirea frigului.
- ·Premiul Festivalului Internațional de Literatură și Medalia jubiliară Mihai Eminescu de la Drobeta Turnu – Severin, 2021 pentru volumul Capriciile tăcerii.
- ·Premiul de debut în limba sârbă  al Festivalului Internațional de poezie de la Uzdin, Serbia, 2021 pentru volumul Sapat Nikitine Suze [Șoapta din lacrima lui Nichita]
- Premiul de excelență al Editurii Academiei Române pentru contribuția adusă la apariția Colecției “O sută și una de poezii” publicată în cadrul instituției, 2022

## Alte activități
- Este inițiatorul Festivalului Internațional de Creatie Literară pentru Nevăzători „Pașii profetului”.[10], ajuns la XXV-a ediție.
- A îngrijit ediția I și ediția a II-a a antologiei festivalului, Ochiul de litere.
- A îngrijit volumele poeților nevăzători Moise Ciorbă  - Descântec pentru trandafiri albaștri și Nicu Moraru - Ispite vindecări, lumini.